# Фрідріх-Вільгельм Фляйшер
Фрідріх-Вільгельм Фляйшер (нім. Friedrich-Wilhelm Fleischer; 14 вересня 1890, Ганау — 13 лютого 1952, Норден) — німецький офіцер, адмірал крігсмаріне (1 вересня 1942). Кавалер Німецького хреста в сріблі.

## Біографія
1 квітня 1909 року поступив на службу в кайзерліхмаріне. Учасник Першої світової війни, на легкому крейсері «Дрезден» брав участь у рейдах на комунікаціях союзників в Атлантиці. 8 квітня 1915 року крейсер був інтернований в Чилі. В 1917 році повернувся в Німеччину. З 19 серпня 1917 року — командир міноносця. Після війни залишився на флоті. В 1923-27 роках — командир роти берегової оборони, в 1930-32 роках — 1-й офіцер на крейсері «Кельн». З 24 червня 1932 року — референт відділу розвідки Імперського військового міністерства. З 11 січня 1936 року — командир лінкора «Сілезія». З 4 серпня 1938 року — комендант фортеці Піллау, одночасно з 27 лютого по 6 травня 1939 року — командувач ВМС у Кенігсбергу і з 22 березня по 11 квітня 1939 року — комендант фортеці Мемель. З 12 квітня 1939 року —командувач береговою обороною на Східній Балтиці, з 13 січня 1940 року — у Східній Фрісландії. З 26 липня 1940 року — командувач ВМС в Ла-Манші. 21 лютого 1941 року очолив спецвідділ «B», який мав перекидати частини вермахту у Велику Британію. З 5 квітня 1941 року — начальник німецької військово-морської місії в Румунії. З 1 липня 1941 по 2 травня 1943 року — адмірал-командувач на Чорному морі. З 1 вересня 1943 по 23 жовтня 1944 року — обердиректор військово-морських верфей у Вільгельмсгафені. 31 грудня 1944 року звільнений у відставку. 8 травня 1945 року взятий в полон союзниками. 4 квітня 1947 року звільнений.

## Нагороди
- Залізний хрест 2-го і 1-го класу
- Ганзейський Хрест (Гамбург)
- Морський нагрудний знак «За поранення» в чорному
- Почесний хрест ветерана війни з мечами
- Медаль «За вислугу років у Вермахті» 4-го, 3-го, 2-го і 1-го класу (25 років; 2 жовтня 1936) — отримав 4 нагороди одночасно.
- Медаль «У пам'ять 22 березня 1939 року»
- Застібка до Залізного хреста
  - 2-го класу (25 травня 1940)
  - 1-го класу (жовтень 1941)
- Орден Корони Румунії, великий хрест з мечами (14 березня 1942)
- Орден Михая Хороброго 3-го класу (Королівство Румунія; 15 січня 1943)
- Нагрудний знак морської артилерії (15 травня 1943)
- Хрест Воєнних заслуг 2-го і 1-го класу з мечами
- Німецький хрест в сріблі (29 вересня 1944)